# Bertrana striolata
Bertrana striolata là một loài nhện trong họ Araneidae.
Loài này thuộc chi Bertrana. Bertrana striolata được Eugen von Keyserling miêu tả năm 1884.